# Асатрян, Алексан Асатурович
Алекса́н Асату́рович Асатря́н (арм. Ալեքսան Ասատուրի Ասատրյան; 1907, село Хошгелди района Буланык провинции Муш Западной Армении — дата и место смерти не установлены) — советский армянский организатор сельскохозяйственного производства. Герой Социалистического Труда (1950).

## Биография
Алексан Асатурович Асатрян родился в 1907 году в селе Хошгелди района Буланык провинции Муш Западной Армении, в семье бедного сельского рабочего. Во время резни армян 1914 года умирают родители Алексана, сам он иммигрирует в город Каракилис Российской империи (ныне город Ванадзор Республики Армения).
До 1919 года Алексан Асатрян занимался батрачеством, после чего он был устроен в детский дом. Через некоторое время Асатрян переезжает в город Ленинакан и устраивается на работу в качестве грузчика. В 1929 году он вступил в ряды ВКП(б)/КПСС. В 1930 году Асатрян был принят на работу горнорабочим в предприятие по промышленности строительных материалов, выпускающее разновидности туфа — комбинат Артиктуф в Артикском районе Армянской ССР. Проявив свои трудовые способности с лучшей стороны, в 1931 году Асатрян был избран заместителем председателя рабочего кооператива Артика, после чего — председателем.
В 1933 году Алексан Асатрян поступил и в 1936 году окончил Ереванскую высшую сельскохозяйственную школу. После получения образования Асатрян был назначен заместителем директора Алавердийской машинно-тракторной станции (МТС), а в дальнейшем стал её директором. В 1938 году Асатрян был направлен в Московскую сельскохозяйственную академию имени К. А. Тимирязева для получения высшего образования. Окончив академию в 1941 году, Асатрян был назначен директором Шагриарской МТС Октемберянского района Армянской ССР. Под руководством Асатряна машинно-тракторная станция оказывала помощь колхозам района в деле повышения урожайности сельскохозяйственных культур. В 1945 году за достигнутые трудовые успехи Асатрян был награждён орденом «Знак Почёта». К 1949 году колхозы, обслуживаемые Шагриарской МТС, достигли больших успехов в повышения урожайности хлопчатника: намеченные производственные планы были перевыполнены на 43,9 %.
Указом Президиума Верховного Совета СССР от 16 октября 1950 года за получение высоких урожаев хлопка на поливных землях при выполнении колхозами обязательных поставок и контрактации по всем видам сельскохозяйственной продукции, натуроплаты за работу МТС в 1949 году и обеспеченности семенами всех культур в размере полной потребности для весеннего сева 1950 года Алексану Асатуровичу Асатряну было присвоено звание Героя Социалистического Труда с вручением ордена Ленина и золотой медали «Серп и Молот».
В 1958 году, после расформирования машинно-тракторных станций Алексан Асатрян был избран председателем правления колхоза села Нор Армавир Октемберянского района Армянской ССР. Под руководством Асатряна уже в первый год семилетнего плана в колхозе в значительной степени была повышена продуктивность животноводства.

## Награды
- Герой Социалистического Труда (Указ Президиума Верховного Совета СССР от 16 октября 1950 года, орден Ленина и медаль «Серп и Молот») — за получение высоких урожаев хлопка на поливных землях при выполнении колхозами обязательных поставок и контрактации по всем видам сельскохозяйственной продукции, натуроплаты за работу МТС в 1949 году и обеспеченности семенами всех культур в размере полной потребности для весеннего сева 1950 года[6].
- Орден «Знак Почёта» (24.11.1945)[6].